# Občina Šmarješke Toplice
Občina Šmarješke Toplice je jednou z 212 občin ve Slovinsku. Nachází se v Jihovýchodním slovinském regionu na území historického Kraňska. Občinu tvoří 24 sídel, její rozloha je 34,2 km² a v roce 2015 zde žilo 3277 obyvatel. Občina nese jméno po sídle Šmarješke Toplice, které je známé svými lázněmi, radnice je však umístěna v sídle Šmarjeta. Občina vznikla 1. března 2006 oddělením od městské občiny Novo město.

## Členění občiny
Občinu tvoří 24 sídel: Bela Cerkev, Brezovica, Čelevec, Dol pri Šmarjeti, Dolenje Kronovo, Draga, Družinska vas, Gorenja vas pri Šmarjeti, Gradenje, Grič pri Klevevžu, Hrib, Koglo, Mala Strmica, Orešje, Radovlja, Sela pri Zburah, Sela, Strelac, Šmarješke Toplice, Šmarjeta, Vinica pri Šmarjeti, Vinji Vrh, Zbure, Žaloviče.

## Sousední občiny
Občina Šmarješke Toplice sousedí se 4 občinami: Mokronog-Trebelno na západě, Škocjan na severovýchodě a východě, Šentjernej na jihovýchodě a Novo mesto na jihozápadě.